# إد ميريك
إد ميريك (بالإنجليزية: Ed Merrick)‏ هو لاعب كرة قدم أمريكية أمريكي، ولد في 8 فبراير 1912، وتوفي في 14 يونيو 1994 في ريتشموند في الولايات المتحدة.

## وصلات خارجية
- إد ميريك على موقع قاعة فرجينيا للمشاهير الرياضية (الإنجليزية)